# بالتاسار غونسالفيس
بالتاسار غونسالفيس هو لاعب كرة قدم برتغالي في مركز الهجوم، ولد في 13 مايو 1948 في ألمادا في البرتغال. شارك مع منتخب البرتغال لكرة القدم. أما مع النوادي، فقد لعب مع أتليتيكو كلوب دي برتغال وسبورتينغ لشبونة ونادي بيلينينسش ونادي فيزيلا.

## وصلات خارجية
- بالتاسار غونسالفيس على موقع قاعدة بيانات كرة القدم.إي يو (الإنجليزية)
- بالتاسار غونسالفيس على موقع ناشيونال فوتبول تيمز (الإنجليزية)
- بالتاسار غونسالفيس على موقع عالم كرة القدم.نت (الإنجليزية)